# Camp fermiònic
En la teoria quàntica de camps, un camp fermiònic és un camp quàntic els quants són fermions; és a dir, obeeixen les estadístiques de Fermi–Dirac. Els camps fermiònics obeeixen a les relacions d'anticomutació canòniques en lloc de les relacions de commutació canòniques dels camps bosònics.
L'exemple més destacat d'un camp fermiònic és el camp de Dirac, que descriu fermions amb espín-1/2: electrons, protons, quarks, etc. El camp de Dirac es pot descriure com un espinor de 4 components o com un parell de 2 components. -components espinors de Weyl. Els fermions Espín-1/2 Majorana, com l'hipotètic neutralino, es poden descriure com un espinor Majorana de 4 components o un espinor Weyl de 2 components. No se sap si el neutrino és un fermió de Majorana o un fermió de Dirac; l'observació experimental de la doble desintegració beta sense neutrins resoldria aquesta qüestió.

## Propietats bàsiques
Els camps fermiònics lliures (no interactius) obeeixen a relacions d'anticomutació canòniques; és a dir, impliquen els anticomutadors { a, b } = ab + ba, en lloc dels commutadors [ a, b ] = ab − ba de la mecànica quàntica bosònica o estàndard. Aquestes relacions també són vàlides per als camps fermiònics que interactuen a la imatge d'interacció, on els camps evolucionen en el temps com si fossin lliures i els efectes de la interacció es codifiquen en l'evolució dels estats.
Són aquestes relacions d'anticomutació les que impliquen estadístiques de Fermi-Dirac per als quants de camp. També donen lloc al principi d'exclusió de Pauli: dues partícules fermiòniques no poden ocupar el mateix estat alhora.

## Camps de Dirac
L'exemple destacat d'un camp de fermió de spin-1/2 és el camp de Dirac (anomenat després de Paul Dirac), i denotat per {\displaystyle \psi (x)}. L'equació de moviment d'una partícula de gir lliure 1/2 és l'equació de Dirac,
{\displaystyle \left(i\gamma ^{\mu }\partial _{\mu }-m\right)\psi (x)=0.\,}
on {\displaystyle \gamma ^{\mu }} són matrius gamma i {\displaystyle m} és la massa. Les solucions més senzilles possibles {\displaystyle \psi (x)} a aquesta equació hi ha solucions d'ones planes, {\displaystyle u(p)e^{-ip\cdot x}\,} i {\displaystyle v(p)e^{ip\cdot x}\,}. Aquestes solucions d'ones planes formen una base per als components de Fourier {\displaystyle \psi (x)}, permetent l'expansió general de la funció d'ona de la següent manera,
{\displaystyle \psi _{\alpha }(x)=\int {\frac {d^{3}p}{(2\pi )^{3}}}{\frac {1}{\sqrt {2E_{p}}}}\sum _{s}\left(a_{\mathbf {p} }^{s}u_{\alpha }^{s}(p)e^{-ip\cdot x}+b_{\mathbf {p} }^{s\dagger }v_{\alpha }^{s}(p)e^{ip\cdot x}\right).\,}
u i v són espinos, etiquetats per índexs d'espin, s i espinos {\displaystyle \alpha \in \{0,1,2,3\}}. Per a l'electró, una partícula de spin 1/2, s = +1/2 o s = -1/2. El factor energètic és el resultat de tenir una mesura d'integració invariant de Lorentz. En segona quantificació, {\displaystyle \psi (x)} es promou a operador, de manera que els coeficients dels seus modes de Fourier també han de ser operadors. Per tant, {\displaystyle a_{\mathbf {p} }^{s}} i {\displaystyle b_{\mathbf {p} }^{s\dagger }} són operadors. Les propietats d'aquests operadors es poden discernir a partir de les propietats del camp. {\displaystyle \psi (x)} i {\displaystyle \psi (y)^{\dagger }} obeeixen les relacions d'anticomutació:
{\displaystyle \left\{\psi _{\alpha }(\mathbf {x} ),\psi _{\beta }^{\dagger }(\mathbf {y} )\right\}=\delta ^{(3)}(\mathbf {x} -\mathbf {y} )\delta _{\alpha \beta }.}
Imposem una relació anticomutadora (en oposició a una relació de commutació com fem per al camp bosònic) per tal de fer compatibles els operadors amb les estadístiques de Fermi-Dirac. En posar les ampliacions per {\displaystyle \psi (x)} i {\displaystyle \psi (y)}, es poden calcular les relacions d'anticomutació dels coeficients.
{\displaystyle \left\{a_{\mathbf {p} }^{r},a_{\mathbf {q} }^{s\dagger }\right\}=\left\{b_{\mathbf {p} }^{r},b_{\mathbf {q} }^{s\dagger }\right\}=(2\pi )^{3}\delta ^{3}(\mathbf {p} -\mathbf {q} )\delta ^{rs},\,}
D'una manera anàloga als operadors d'aniquilació i creació no relativistes i els seus commutadors, aquestes àlgebres condueixen a la interpretació física que {\displaystyle a_{\mathbf {p} }^{s\dagger }} crea un fermió de moment p i espín s, i {\displaystyle b_{\mathbf {q} }^{r\dagger }} crea un antifermió d'impuls q i espín r. El camp general {\displaystyle \psi (x)} Ara es veu com una suma ponderada (pel factor d'energia) sobre tots els girs i moments possibles per crear fermions i antifermions. El seu camp conjugat, {\displaystyle {\overline {\psi }}\ {\stackrel {\mathrm {def} }{=}}\ \psi ^{\dagger }\gamma ^{0}}, és el contrari, una suma ponderada sobre tots els girs i moments possibles per aniquilar fermions i antifermions.